# 云南短盘吸虫
云南短盘吸虫（学名：Brachydistomum yunnanense）为双腔科短盘属的动物。其种加词“yunnanense”意为“云南的”。在中国大陆，分布于云南等地，营寄生生活，终末宿主小白腰雨燕以及寄生胆道。该物种的模式产地在云南。